# Luxemburg i olympiska sommarspelen 1956
Luxemburg deltog med 11 deltagare vid de olympiska sommarspelen 1956 i Melbourne. Ingen av landets deltagare erövrade någon medalj.